# Neoperla leigongshana
Neoperla leigongshana is een steenvlieg uit de familie borstelsteenvliegen (Perlidae). De wetenschappelijke naam van de soort is voor het eerst geldig gepubliceerd in 2007 door Du & Wang.